# Euproops
L'euproope (gen. Euproops) è un artropode estinto, appartenente agli xifosuri. Visse tra il Devoniano superiore e il Carbonifero superiore (350 – 300 milioni di anni fa). I suoi resti fossili sono stati ritrovati in Europa e in Nordamerica.

## Descrizione
Questo animale, di piccole dimensioni (lunghezza media circa 4 centimetri), era dotato di uno scudo cefalico a forma di ferro di cavallo, che ricopriva il margine anteriore. La superficie dorsale era suddivisa in una regione mediana e in due laterali, grazie a carene longitudinali ben sviluppate. Gli occhi erano semplici e formati da un complesso di ommatidi. L'addome, al contrario del limulo attuale, era composto da sette somiti fusi fra loro, dotati di spine laterali. L'ultimo somite dava origine a una lunga coda articolata e appuntita (telson).

## Classificazione

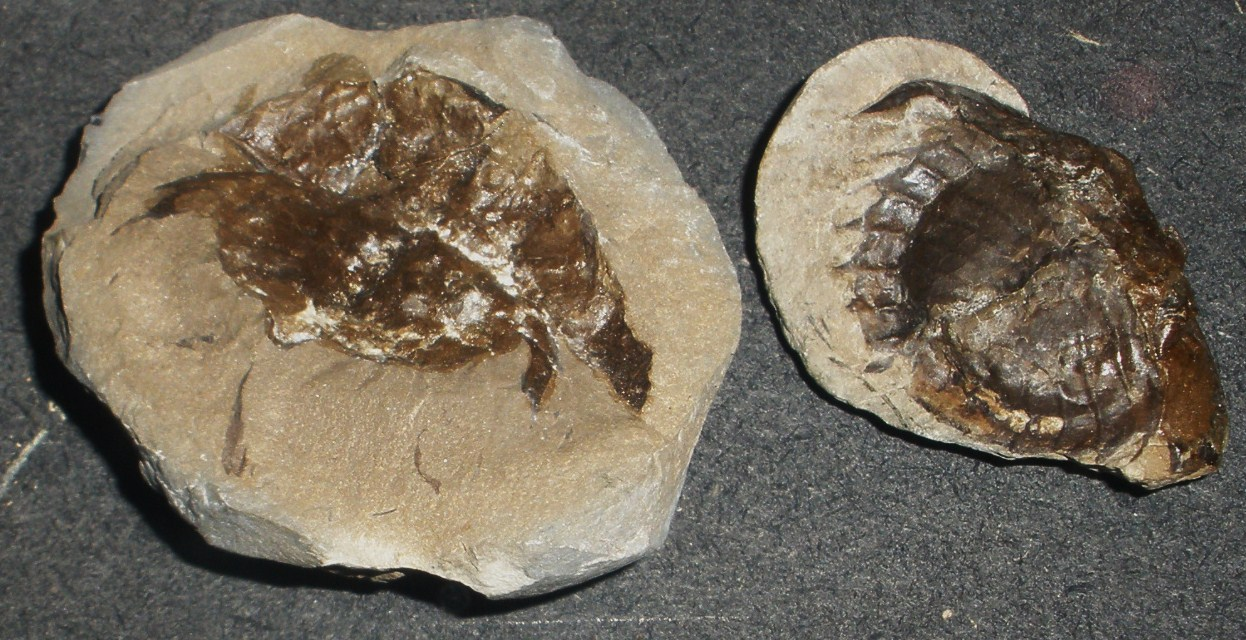
Fossile di Euproops rotundatus

L'euproope è un rappresentante primitivo degli xifosuri, un gruppo di artropodi affini a ragni e scorpioni, che durante il Paleozoico era notevolmente diffuso ma che attualmente è rappresentato dal solo limulo. Euproops è noto per numerosi esemplari ben conservati: le specie più note provengono dalla Gran Bretagna (Euproops rotundatus) e dal giacimento di Mazon Creek nell'Illinois (E. danae).